# Discula cytosporea
Discula cytosporea är en svampart som först beskrevs av Giovanni Passerini, och fick sitt nu gällande namn av Arx 1957. Discula cytosporea ingår i släktet Discula och familjen Gnomoniaceae.   Inga underarter finns listade i Catalogue of Life.